# Béchar (distrito)
Béchar ou, em português, Bexar (em francês:  Béchar) é um distrito localizado na província de Béchar, Argélia. Sua capital é a cidade de mesmo nome. A população total do distrito era de 171 724 habitantes, em 2008.

## Comunas
O distrito consiste em apenas uma única comuna:
- Béchar